# Калмыковка (Миллеровский район)
Калмыковка — хутор в Миллеровском районе Ростовской области. Входит в состав Волошинского сельского поселения.

## География
Расположен на северо-западе области на границе с Украиной. Вблизи хутора протекает река Камышная.

### Улицы
- ул. Дачная,
- ул. Украинская,
- ул. Широкая.

## Население
| 2010 |
| ---- |
| 3    |